# Индастриал-хип-хоп
Индустриальный хип-хоп, индастриал-хип-хоп (англ. industrial hip hop) — направление в хип-хопе, в котором хип-хоповые биты и вокал сочетаются с индастриал-инструменталами.
Предшественниками индустриального хип-хопа можно назвать таких музыкантов, как Марк Стюарт, 23 Skidoo, Билл Ласвелл и его фанк-панк-группа Material, Адриан Шервуд. В сольном творчестве Стюарта (экс-The Pop Group) и записях 23 Skidoo соединяются афроамериканские и индастриал-влияния, Material находились под сильным влиянием хип-хопа, Шервуд, изначально даб-продюсер, сотрудничал с такими музыкантами как Cabaret Voltaire, Einstürzende Neubauten, Ministry, KMFDM и Nine Inch Nails, а позднее организовал одну из первых индустриальных хип-хоп-группировок TACK>>HEAD. Другие ранние представители направления — Disposable Heroes of Hiphoprisy, Meat Beat Manifesto.
В 1990-x видными индустриальными хип-хоп проектами становятся Scorn и Techno Animal бывших участников Napalm Death Мика Харриса и Джастина Броадрика. Харрис до этого участвовал в джазкор-группе Джона Зорна Painkiller вместе с Ласвеллом, а Броадрик — в другой экстремальной джаз-группе God, основатель которой Кевин Мартин станет его напарником в Techno Animal и других их совместных экспериментальных проектах (Ice, Curse of the Golden Vampire). Элементы хип-хоповых влияний прослеживаются и в основном проекте Броадрика Godflesh. Немецкий лейбл Mille Plateaux выпускает серию индустриальных хип-хоп-сборников Electric Ladyland. Тесно связан с индустриальным хип-хопом развитый DJ Spooky стиль «иллбиент».
В 2000-x элементы хип-хопа всё чаще появляются в творчестве индастриал-роковых, EBM и диджитал-хардкоровых групп, таких как Rabbit Junk, The Mad Capsule Markets, Atari Teenage Riot. Индастриал-супергруппа The Damage Manual, в которой состоят бывшие участники Pigface, Killing Joke, Public Image Ltd, Murder, Inc. и Hate Dept., часто использует хип-хоповые биты и рэп-читку. Рэпкор-проекты вроде Clawfinger соединяют хип-хоп с индастриал-роком и индастриал-металом. В 2002 году вышел альбом экспериментальной хип-хоп группы dälek- From Filthy Tongue of Gods and Griots, который высоко оценен как и критиками, так и рядовыми слушателями.
В 2010 годы индастриал-хип-хоп начал выходить в мейнстрим, когда в 2011 вышел микстейп группы Death Grips- Exmilitary, а в 2012 вышли альбомы The Money Store и [[No Love Deep Web]], которые становятся хитами в интернет-пространстве.
В 2013 году Канье Уэст, выпускает альбом под названием Yeezus, который отличался от других работ рэпера, своим агрессивным звуком и провокационными темами песен.
В 2018 году рэпер JPEGMAFIA, выпустил альбом [[Veteran]], который считается лучшим альбомом в дискографии ДеВона. Он отличился [[политической провокацией]], и шумным сэмплированием.
На данный момент индастриал хип-хоп является одним из популярных и значимых жанров хип-хопа. 